# Cinchonoideae
Cinchonoideae Raf. è una sottofamiglia di piante della famiglia delle Rubiacee.

## Tassonomia
La sottofamiglia comprende le seguenti tribù:
- Tribù Airospermeae
  - Airosperma K.Schum. & Lauterb.
  - Boholia Merr.

- Tribù Alberteae
  - Alberta E.Mey.
  - Nematostylis Hook.f.
  - Razafimandimbisonia Kainul. & B.Bremer

- Tribù Aleisanthieae
  - Aleisanthia Ridl.
  - Aleisanthiopsis Tange
  - Greeniopsis Merr.

- Tribù Augusteae
  - Augusta Pohl
  - Guihaiothamnus H.S.Lo
  - Wendlandia Bartl. ex DC.

- Tribù Bertiereae
  - Bertiera Aubl.

- Tribù Chiococceae
  - Adolphoduckea Paudyal & Delprete
  - Badusa A.Gray
  - Bikkia Reinw. ex Blume
  - Catesbaea L.
  - Ceratopyxis Hook.f.
  - Chiococca P.Browne
  - Coutaportla Urb.
  - Coutarea Aubl.
  - Cubanola Aiello
  - Coutareopsis Paudyal & Delprete
  - Eosanthe Urb.
  - Erithalis P.Browne
  - Exostema (Pers.) Bonpl.
  - Hintonia Bullock
  - Isidorea A.Rich. ex DC.
  - Motleyothamnus Paudyal & Delprete
  - Nernstia Urb.
  - Osa Aiello
  - Phialanthus Griseb.
  - Portlandia P.Browne
  - Ramonadoxa Paudyal & Delprete
  - Salzmannia DC.
  - Schmidtottia Urb.
  - Scolosanthus Vahl
  - Shaferocharis Urb.
  - Siemensia Urb.
  - Solenandra Hook.f.[5]
  - Thiollierea Montrouz.
  - Thogsennia Aiello

- Tribù Chioneae
  - Chione DC.
  - Wandersong David W.Taylor

- Tribù Cinchoneae
  - Berghesia Nees
  - Ciliosemina Antonelli
  - Cinchona L.
  - Cinchonopsis L.Andersson
  - Joosia H.Karst.
  - Ladenbergia Klotzsch
  - Maguireocharis Steyerm.
  - Pimentelia Wedd.
  - Remijia DC.
  - Stilpnophyllum Hook.f.

- Tribù Coffeeae
  - Argocoffeopsis Lebrun
  - Belonophora Hook.f.
  - Calycosiphonia Pierre ex Robbr.
  - Coffea L.
  - Diplospora DC.
  - Discospermum Dalzell
  - Empogona Hook.f.
  - Kupeantha Cheek[6]
  - Nostolachma T.Durand
  - Sericanthe Robbr.
  - Tricalysia A.Rich. ex DC.
  - Xantonneopsis Pit.

- Tribù Cordiereae
  - Agouticarpa C.H.Perss.
  - Alibertia A.Rich. ex DC.
  - Amaioua Aubl.
  - Botryarrhena Ducke
  - Cordiera A.Rich. ex DC.
  - Duroia L.f.
  - Glossostipula Lorence
  - Kutchubaea Fisch. ex DC.
  - Melanopsidium Colla
  - Riodocea Delprete
  - Stachyarrhena Hook.f.
  - Stenosepala C.H.Perss.

- Tribù Crossopterygeae
  - Crossopteryx Fenzl

- Tribù Dialypetalantheae
  - Alseis Schott
  - Bathysa C.Presl
  - Bothriospora Hook.f.
  - Calycophyllum DC.
  - Capirona Spruce
  - Chimarrhis Jacq.
  - Condaminea DC.
  - Dialypetalanthus Kuhlm.
  - Dioicodendron Steyerm.
  - Dolichodelphys K.Schum. & K.Krause
  - Dolicholobium A.Gray
  - Didymochlamys Hook.f.[7]
  - Elaeagia Wedd.
  - Emmenopterys Oliv.
  - Ferdinandusa Pohl
  - Flexanthera Rusby
  - Hippotis Ruiz & Pav.
  - Lintersemina Humberto Mend., Celis & M.A.González[8]
  - Macbrideina Standl.
  - Macrocnemum P.Browne
  - Mastixiodendron Melch.
  - Mussaendopsis Baill.
  - Parachimarrhis Ducke
  - Pentagonia Benth.
  - Picardaea Urb.
  - Pogonopus Klotzsch
  - Pinckneya Michx.
  - Rustia Klotzsch
  - Schizocalyx Wedd.
  - Simira Aubl.
  - Sommera Schltdl.
  - Tammsia H.Karst.
  - Warszewiczia Klotzsch
  - Wittmackanthus Kuntze

- Tribù Gardenieae
  - Adenorandia Vermoesen
  - Aidia Lour.
  - Aidiopsis Tirveng.
  - Alleizettella Pit.
  - Aoranthe Somers
  - Atractocarpus Schltr. & K.Krause
  - Aulacocalyx Hook.f.
  - Benkara Adans.
  - Brachytome Hook.f.
  - Brenania Keay
  - Bungarimba K.M.Wong
  - Byrsophyllum Hook.f.
  - Calochone Keay
  - Casasia  A.Rich.
  - Catunaregam Wolf
  - Ceriscoides (Hook.f.) Tirveng.
  - Coddia Verdc.
  - Deccania Tirveng.
  - Dioecrescis Tirveng.
  - Duperrea Pierre ex Pit.
  - Euclinia Salisb.
  - Fosbergia Tirveng. & Sastre
  - Gardenia J.Ellis
  - Gardeniopsis Miq.
  - Genipa L.
  - Ganguelia Robbr.
  - Heinsenia K.Schum.
  - Himalrandia T.Yamaz.
  - Hyperacanthus E.Mey. ex Bridson
  - Kailarsenia Tirveng.
  - Kochummenia K.M.Wong
  - Larsenaikia Tirveng.
  - Macrosphyra Hook.f.
  - Massularia (K.Schum.) Hoyle
  - Morelia A.Rich. ex DC.
  - Melanoxerus Kainul. & B.Bremer[9]
  - Oligocodon Keay
  - Oxyceros Lour.
  - Phellocalyx Bridson
  - Pitardella Tirveng.
  - Pleiocoryne Rauschert
  - Porterandia Ridl.
  - Preussiodora Keay
  - Pseudaidia Tirveng.
  - Pseudomantalania J.-F.Leroy
  - Randia Houst. ex L.
  - Ridsdalea J.T.Pereira & K.M.Wong[10]
  - Rosenbergiodendron Fagerl.
  - Rothmannia Thunb.
  - Rubovietnamia Tirveng.
  - Schumanniophyton Harms
  - Singaporandia K.M.Wong[10]
  - Sphinctanthus Benth.
  - Tamilnadia Tirveng. & Sastre
  - Tarennoidea Tirveng. & Sastre
  - Tocoyena Aubl.
  - Vidalasia Tirveng.

- Tribù Greeneeae
  - Greenea Wight & Arn.

- Tribù Guettardeae
  - Achilleanthus J.G.Chavez
  - Antirhea Comm. ex A.Juss.
  - Arachnothryx Planch.
  - Bobea Gaudich.
  - Chomelia Jacq.
  - Dichilanthe Thwaites
  - Gonzalagunia Ruiz & Pav.
  - Guettarda L.
  - Guettardella Champ. ex Benth.
  - Hodgkinsonia F.Muell.
  - Machaonia Bonpl.
  - Malanea Aubl.
  - Neoblakea Standl.
  - Ottoschmidtia Urb.
  - Pittoniotis Griseb.
  - Rogiera Planch.
  - Stenostomum C.F.Gaertn.
  - Timonius Rumph. ex DC.
  - Tinadendron Achille

- Tribù Hamelieae
  - Cosmocalyx Standl.
  - Deppea Schltdl. & Cham.
  - Eizia Standl.
  - Hamelia Jacq.
  - Hoffmannia Sw.
  - Omiltemia Standl.
  - Patima Aubl.
  - Pinarophyllon Brandegee
  - Plocaniophyllon Brandegee
  - Pseudomiltemia Borhidi
  - Syringantha Standl.

- Tribù Henriquezieae
  - Gleasonia Standl.
  - Henriquezia Spruce ex Benth.
  - Platycarpum Bonpl.

- Tribù Hillieae
  - Balmea Martínez
  - Cosmibuena Ruiz & Pav.
  - Hillia Jacq.

- Tribù Hymenodictyeae
  - Hymenodictyon Wall.
  - Paracorynanthe Capuron

- Tribù Isertieae
  - Isertia Schreb.
  - Kerianthera J.H.Kirkbr.

- Tribù Ixoreae
  - Ixora L.

- Tribù Jackieae
  - Jackiopsis Ridsdale
  - Zuccarinia Blume

- Tribù Mussaendeae
  - Bremeria Razafim. & Alejandro
  - Heinsia DC.
  - Landiopsis Capuron ex Bosser
  - Mussaenda Burm. ex L.
  - Neomussaenda Tange
  - Pseudomussaenda Wernham
  - Schizomussaenda H.L.Li

- Tribù Naucleeae
  - Adina Salisb.
  - Breonadia Ridsdale
  - Breonia A.Rich. ex DC.
  - Cephalanthus L.
  - Corynanthe Welw.
  - Diyaminauclea Ridsdale
  - Gyrostipula J.-F.Leroy
  - Janotia J.-F.Leroy
  - Khasiaclunea Ridsdale
  - Ludekia Ridsdale
  - Mitragyna Korth.
  - Myrmeconauclea Merr.
  - Nauclea L.
  - Neolamarckia Bosser
  - Neonauclea Merr.
  - Ochreinauclea Ridsdale & Bakh.f.
  - Uncaria Schreb.

- Tribù Octotropideae
  - Canephora Juss.
  - Chapelieria A.Rich. ex DC.
  - Cremaspora Benth.
  - Cowiea Wernham
  - Feretia Delile
  - Fernelia Comm. ex Lam.
  - Flagenium Baill.
  - Galiniera Delile
  - Gallienia Dubard & Dop
  - Hypobathrum Blume
  - Hyptianthera Wight & Arn.
  - Jovetia Guédès
  - Kraussia Harv.
  - Lamprothamnus Hiern
  - Lemyrea (A.Chev.) A.Chev. & Beille
  - Maschalodesme K.Schum. & Lauterb.
  - Morindopsis Hook.f.
  - Nargedia Bedd.
  - Octotropis Bedd.
  - Paragenipa Baill.
  - Petitiocodon Robbr.
  - Polysphaeria Hook.f.
  - Pouchetia A.Rich. ex DC.
  - Pubistylus Thoth.
  - Ramosmania Tirveng. & Verdc.
  - Rhadinopus S.Moore
  - Scyphostachys Thwaites
  - Villaria Rolfe

- Tribù Pavetteae
  - Cladoceras Bremek.
  - Coleactina 
  - Coptosperma Hook.f.
  - Exallosperma De Block
  - Helictosperma De Block
  - Homollea Arènes
  - Kindia Cheek[11]
  - Leptactina Hook.f.
  - Nichallea Bridson
  - Pachystylus K.Schum.
  - Paracephaelis Baill.
  - Pavetta L.
  - Pseudocoptosperma De Block
  - Robbrechtia De Block
  - Rutidea DC.
  - Schizenterospermum Homolle ex Arènes
  - Tarenna Gaertn.
  - Tarennella De Block
  - Tennantia Verdc.
  - Triflorensia S.T.Reynolds
  - Tulearia De Block

- Tribù Posoquerieae
  - Molopanthera Turcz.
  - Posoqueria Aubl.

- Tribù Retiniphylleae
  - Retiniphyllum Bonpl.

- Tribù Rondeletieae
  - Acrobotrys K.Schum. & K.Krause
  - Acrobotrys K.Schum. & K.Krause
  - Acrosynanthus Urb.
  - Acunaeanthus Borhidi, Komlódi & Moncada
  - Blepharidium Standl.
  - Donnellyanthus Borhidi
  - Glionnetia Tirveng.
  - Habroneuron Standl.
  - Holstianthus Steyerm.
  - Jamaicanthus Borhidi[12]
  - Mazaea Krug & Urb.
  - Phyllomelia Griseb.
  - Rachicallis DC.
  - Roigella Borhidi & M.Fernández
  - Rondeletia L.
  - Rovaeanthus Borhidi
  - Standleya Brade
  - Stevensia  Poit.
  - Suberanthus Borhidi & M.Fernández
  - Tainus Torr.-Montúfar, H.Ochot. & Borsch

- Tribù Sabiceeae
  - Hekistocarpa Hook.f.
  - Pentaloncha Hook.f.
  - Sabicea Aubl.
  - Stipularia P.Beauv.
  - Tamridaea Thulin & B.Bremer
  - Temnopteryx Hook.f.
  - Virectaria Bremek.

- Tribù Scyphiphoreae
  - Scyphiphora C.F.Gaertn.

- Tribù Sherbournieae
  - Atractogyne Pierre
  - Mitriostigma Hochst.
  - Oxyanthus DC.
  - Sherbournia G.Don

- Tribù Sipaneeae
  - Chalepophyllum Hook.f.
  - Dendrosipanea Ducke
  - Duidania Standl.
  - Limnosipanea Hook.f.
  - Maguireothamnus Steyerm.
  - Neobertiera Wernham
  - Neblinathamnus Steyerm.
  - Pseudohamelia Wernham
  - Pteridocalyx Wernham
  - Sipanea Aubl.
  - Sipaneopsis Steyerm.
  - Steyermarkia Standl.

- Tribù Steenisieae
  - Steenisia Bakh.f.

- Tribù Strumpfieae
  - Strumpfia Jacq.

- Tribù Trailliaedoxeae
  - Trailliaedoxa W.W.Sm. & Forrest

- Tribù Vanguerieae
  - Afrocanthium (Bridson) Lantz & B.Bremer
  - Bridsonia Verstraete & A.E.van Wyk
  - Bullockia (Bridson) Razafim., Lantz & B.Bremer
  - Canthium Lam.
  - Canthiumera K.M.Wong & Mahyuni
  - Cuviera DC.
  - Cyclophyllum Hook.f.
  - Dibridsonia K.M.Wong
  - Eriosemopsis Robyns
  - Everistia S.T.Reynolds & R.J.F.Hend.
  - Fadogia Schweinf.
  - Fadogiella Robyns
  - Globulostylis Wernham
  - Hutchinsonia Robyns
  - Kanapia Arriola & Alejandro
  - Keetia E.Phillips
  - Meyna Roxb. ex Link
  - Multidentia Gilli
  - Peponidium (Baill.) Arènes
  - Perakanthus Robyns ex Ridl.
  - Psydrax Gaertn.
  - Pygmaeothamnus Robyns
  - Pyrostria Comm. ex A.Juss.
  - Robynsia Hutch.
  - Rytigynia Blume
  - Temnocalyx Robyns
  - Vangueria Juss.
  - Vangueriella Verdc.
  - Vangueriopsis Robyns

- Cinchonoideae incertae sedis
  - Burchellia R.Br.[13]
  - Didymosalpinx Keay[13]
  - Mantalania Capuron ex J.-F.Leroy[13]
  - Monosalpinx N.Hallé[13]
  - Placocarpa Hook.f.

Le tribù Airospermeae, Alberteae, Aleisanthieae, Augusteae, Bertiereae, Coffeeae, Cordiereae, Crossopterygeae, Dialypetalantheae, Gardenieae, Greeneeae, Henriquezieae, Ixoreae, Jackieae, Mussaendeae, Octotropideae, Pavetteae, Posoquerieae, Retiniphylleae, Sabiceeae, Sherbournieae, Scyphiphoreae, Sipaneeae, Steenisieae, Trailliaedoxeae e Vanguerieae erano in precedenza attribuite alla sottofamiglia Ixoroideae, posta recentemente in sinonimia con Cinchonoideae.